# Visual Web Developer
 (septembre 2020).
Si vous disposez d'ouvrages ou d'articles de référence ou si vous connaissez des sites web de qualité traitant du thème abordé ici, merci de compléter l'article en donnant les références utiles à sa vérifiabilité et en les liant à la section « Notes et références ».
Outil de développement Web, Microsoft Visual Web Developer est un ensemble d'outils et d'utilitaires visant à créer des sites Web ASP.NET version 2.0. Visual Web Developer introduit dans l'environnement de développement intégré (IDE) un ensemble de nouvelles fonctionnalités.
Les éléments suivants font partie des améliorations principales apportées à cette version de Visual Web Developer :

## Prise en charge d'ASP.NET 2.0.
Visual Web Developer prend en charge de nouvelles fonctionnalités d'ASP.NET 2.0, notamment un ensemble de nouveaux contrôles qui sont introduits dans ASP.NET 2.0. En outre, Visual Web Developer est conforme aux fonctionnalités natives d'ASP.NET 2.0 et n'ajoute aucune fonctionnalité spécifique au concepteur. Par exemple, Visual Web Developer n'incorpore pas de balises spécifiques au concepteur dans vos pages ASP.NET 2.0.

## Options de projet et déploiement plus flexibles
Visual Web Developer permet de créer des applications IIS (Microsoft Internet Information Services) traditionnelles dans la racine IIS sur des ordinateurs locaux et distants ; il prend également en charge des racines virtuelles, en ouvrant des sites Web à l'aide du protocole FTP (File Transfer Protocol) et en utilisant des fichiers autonomes situés à l'extérieur d'un projet.

## Élément CModèle code-behind amélioré
Visual Web Developer peut créer des pages en utilisant un nouveau modèle code-behind ou en incluant du code dans la page ASP.NET (fichier .aspx).

## Fonctions de programmation améliorées
Des tâches de base ont été simplifiées pour, par exemple, créer une page liée aux données sans code. Les nouveaux contrôles ASP.NET 2.0 ajoutent des fonctionnalités qui obligeaient auparavant à écrire son propre code. Microsoft IntelliSense et les technologies connexes ont été développés pour pouvoir être utilisés dans plusieurs contextes différents.
Microsoft Visual Web Developer est inclus dans Microsoft Visual Studio 2005.